# Тодірень (Нямц)
Тодірень, Тодірені (рум. Todireni) — село у повіті Нямц в Румунії. Входить до складу комуни Стеніца.
Село розташоване на відстані 297 км на північ від Бухареста, 58 км на схід від П'ятра-Нямца, 37 км на південний захід від Ясс.

## Населення
За даними перепису населення 2002 року у селі проживали 390 осіб, усі — румуни. Усі жителі села рідною мовою назвали румунську.